# Малое Пызаково
Малое Пызаково (мар. Изи Пызак) — деревня в Новоторъяльском районе Республики Марий Эл. Входит в состав Чуксолинского сельского поселения.

## География
Находится в северо-восточной части республики Марий Эл на расстоянии менее 1 км по прямой на северо-восток от районного центра посёлка Новый Торъял.

## История
Упоминается с 1917 года, когда в деревне числилось 11 дворов с 55 жителями. В 1925 году в деревне проживали 43 человека, 39 марийцев и 4 русских. В 2002 году здесь числилось 8 домов. В советское время работали колхозы «Эвер», «Тушнур» и «1 Мая».

## Население
Население составляло 15 человек (мари 100 %) в 2002 году, 16 в 2010.